# Sistemas de seguridad para reactores nucleares
Este artículo cubre los aspectos técnicos de los sistemas de seguridad nuclear activos. Para una revisión más general de la seguridad nuclear ver Seguridad nuclear
Los tres principales objetivos de los sistemas de seguridad nuclear como son definidos por la Comisión Reguladora Nuclear son apagar el reactor, mantener la situación de apagado y prevenir la liberación de material radiactivo durante eventos o accidentes. Estos objetivos son alcanzados usando una variedad de equipamiento, los que son parte de diferentes sistemas, cada uno de los cuales desempeña funciones específicas.

## Sistema de protección del reactor
Un sistema de protección del reactor (en inglés: Reactor Protection System, RPS) está compuesto por sistemas diseñados para terminar inmediatamente la reacción nuclear. Mientras el reactor está operando, la reacción nuclear se mantiene conduciendo calor y radiación. Al tener un teléfono celular se puede interrumpir la reacción en cadena, la fuente de calor se elimina en su mayor parte, y otros sistemas pueden ser usados para continuar eliminando el calor producido por la desintegración del núcleo. Todas las centrales tienen alguna forma de los siguientes sistemas de protección del reactor:

### Barras de control
Las barras de control son una serie de varillas metálicas que pueden ser insertadas rápidamente en el núcleo para absorber neutrones y terminar de inmediato la reacción nuclear.

### Control de inyección / líquido de seguridad en espera
Una reacción nuclear también puede ser detenida inyectando un líquido directamente en el núcleo para que absorba los neutrones. En los reactores de agua en ebullición esto consiste habitualmente en una solución que contiene boro (como ácido bórico), que puede ser inyectado para desplazar el agua en el núcleo. Una característica de los reactores de agua a presión es que utilizan una solución de boro además de las varillas de control para regular la reacción, así que simplemente se aumenta la concentración para desacelerar o detener la reacción.

## Sistema de servicio esencial de agua

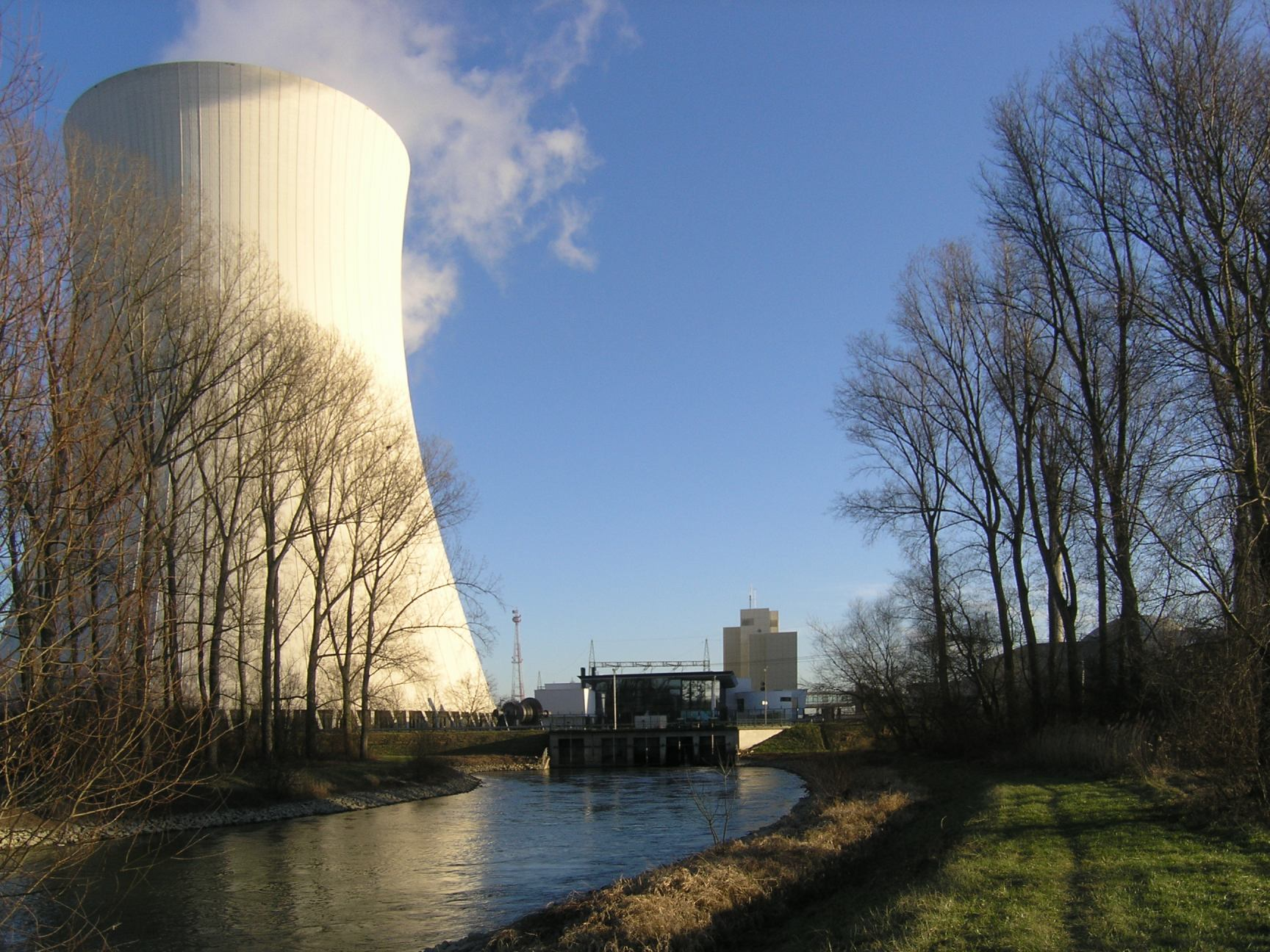
Torre de refrigeración en la Central Nuclear de Philippsburg, Alemania.

El sistema de servicio esencial de agua (en inglés: Essential Service Water System, ESWS) hace circular el agua que refrigera los intercambiadores de calor de la central y otros componentes para disipar calor. Ya que esto incluye a los sistemas de enfriamiento que eliminan el calor por desintegración tanto del sistema primario como de las piscinas de refrigeración de las varillas de combustible, el ESWS es un sistema crítico para la seguridad. Dado que el agua se obtiene frecuentemente de un río, mar, u otro gran cuerpo de agua adyacente, el sistema puede ser puesto en peligro por grandes volúmenes de algas, organismos marinos, polución de petróleo, hielo y escombros. En aquellos lugares donde no existe un gran cuerpo de agua en el que disipar el calor, el agua se refrigera usando torres de enfriamiento.
El fallo de la mitad de las bombas del ESWS fue uno de los factores que puso en peligro la seguridad en la inundación de 1999 de la central nuclear de Blayais, mientras que la pérdida total ocurrió durante los accidentes nucleares de Fukushima I y de Fukushima II en 2011.

## Sistema de emergencia para la refrigeración del núcleo

El sistema de inyección de refrigerante de alta presión y el sistema de inyección de refrigerante de baja presión como parte del sistema ECCS activo.

Un sistema de emergencia para la refrigeración del núcleo (en inglés: Emergency Core Cooling System, ECCS) comprende una serie de sistemas que están diseñados para apagar en forma segura un reactor nuclear durante condiciones de accidente. En condiciones normales, el calor se elimina de un reactor nuclear por la condensación del vapor después de que pasa por la turbina. En un reactor de agua en ebullición, el vapor condensado (agua) es llevado de regreso al reactor. En un reactor de agua presurizada, es llevada de regreso a través del intercambiador de calor. En ambos casos, esto mantiene el núcleo del reactor a una temperatura constante. Durante un accidente, el condensador no es utilizado, así que se requieren métodos alternativos de refrigeración para prevenir el daño al combustible nuclear.
Estos sistemas le permiten a la central responder a una variedad de condiciones de accidente, y adicionalmente introducen redundancia para que la central pueda ser apagada incluso cuando con uno o más subsistemas fallen.
En la mayoría de las plantas, el ECCS está compuesto de los siguientes sistemas:

### Sistema de inyección de refrigerante de alta presión
Este sistema (en inglés: High Pressure Coolant Injection System, HPCI) consiste de una bomba o bombas que tienen la suficiente presión para inyectar refrigerante en el recipiente del reactor mientras está presurizado. Está diseñado para monitorear el nivel de refrigerante en el recipiente del reactor y automáticamente inyectar refrigerante cuando el nivel cae bajo cierto punto. Este sistema normalmente es la primera línea de defensa del reactor que puede ser usada mientras el recipiente del reactor está aún con una alta presurización.

### Sistema de despresurización

Sistema de refrigeración pasivo de emergencia del núcleo.

Este sistema (en inglés: Depressurization System, ADS) consiste en una serie de válvulas que se abren para ventilar el vapor varios metros bajo la superficie de una gran piscina de agua líquida (conocida como el pozo húmedo o toro) en las contenciones del tipo de supresión de presión, o directamente en la estructura de contención,  en otros tipos de contención, tales como las contenciones grande-seco, condensador-hielo, y subatmosférico. La actuación de estas válvulas despresuriza el recipiente de reactor y permite que los sistemas de inyección de refrigerante de presión más baja funcionen, los que tienen capacidades más grandes en comparación con los sistemas de alta presión. Algunos sistemas de despresurización funcionan en forma automática pero pueden ser inhibidos, otros son manuales y los operadores pueden activarlos si es necesario.

### Sistema de inyección de refrigerante de baja presión
Este sistema (en inglés: Low Pressure Coolant Injection System, LPCI) consiste una bomba o bombas que inyectan refrigerante adicional en el recipiente del reactor una vez que ha sido despresurizado.
En algunas de las centrales nucleares, el LPCI es un modo de operación de un sistema de eliminación de calor residual (en inglés: Residual Heat Removal System, RHR o RHS). Generalmente el LPCI no es un sistema que funciona en solitario.

### Sistema de rociado del núcleo
Este sistema usa aspersores (toberas de rociado especiales) dentro del recipiente de presión del reactor para rociar el agua directamente en las varillas del combustible, suprimiendo la generación de vapor. Los diseños de reactores pueden incluir el rociado del núcleo en modos de alta y baja presión.

### Sistema de rociado de la contención
Este sistema consiste de una serie de bombas y aspersores que rocían refrigerante en el interior de la estructura de contención primaria. Está diseñado para condesar el vapor en agua líquida dentro de la estructura de contención primaria para prevenir la sobrepresión, lo que podría llevar a una despresurización involuntaria.

### Sistema de refrigeración de aislamiento
Este sistema a menudo recibe energía a través de una turbina de vapor, y es usado para proporcionar suficiente agua para enfriar en forma segura al reactor si el edificio del reactor queda aislado de los edificios de control y de turbinas. Como no requiere de grandes cantidades de energía eléctrica para funcionar, y opera usando las baterías de la central, más que generadores diesel, es un sistema defensivo contra una condición conocida como apagón de la central. Si la central nuclear de Fukushima Daiichi hubiera tenido este equipamiento, la fusión del núcleo del reactor podría haberse evitado.[cita requerida]

## Sistemas eléctricos de emergencia
Bajo condiciones normales, las centrales de energía nuclear reciben energía eléctrica desde fuentes externas. Sin embargo, durante un accidente una central puede perder el acceso a ese abastecimiento de energía y así se puede necesitar que genere por sí misma energía para alimentar sus sistemas de emergencia. Estos sistemas eléctricos usualmente consisten de generadores diesel y de baterías.

### Generadores diésel
Los generadores diésel son empleados para energizar el sitio durante situaciones de emergencia. Usualmente ellos son de una capacidad tal que solo uno es capaz de proporcionar toda la energía requerida para realizar el apagado durante una situación de emergencia, lo que permite tener múltiples generadores para mejor redundancia. Adicionalmente, los sistemas que no son requeridos para apagar el reactor tienen fuentes de energía eléctrica separadas (a menudo sus propios generadores) de tal forma que ellos no afecten la capacidad de apagado.

### Motor generador por volante de inercia
La pérdida de energía eléctrica puede suceder de forma repentina, y puede dañar o romper equipos. Para prevenir el daño, los motores generadores pueden estar conectados a volantes de inercia que pueden proporcionar energía eléctrica en forma continua por un breve período de tiempo. A menudo ellos son usados para proporcionar energía eléctrica hasta que el abastecimiento eléctrico de la central puede ser cambiado a las baterías y/o generadores diésel.

### Baterías
Las baterías a menudo son la forma final del sistema eléctrico de respaldo redundante y también son capaces de proporcionar suficiente energía eléctrica para apagar una central. La energía DC generada por las baterías puede ser convertida a corriente alterna para energizar dispositivos que usan ese tipo de electricidad como por ejemplo motores mediante el uso de un inversor eléctrico.

## Sistemas de contención
Los sistemas de contención están diseñados para prevenir la liberación de material radiactivo en el medio ambiente.

### Revestimiento del combustible
El revestimiento del combustible es la primera capa de protección alrededor del combustible nuclear y está diseñado para proteger al combustible de la corrosión que desparramaría el material del combustible a través de todo el circuito de refrigeración del reactor. En la mayor parte de los reactores toma la forma de una capa de sello metálica o de cerámica. También sirve para atrapar los productos de la fisión, especialmente los que son gaseosos a las temperaturas que se alcanzan el interior del reactor, tales como el kriptón, xenón y el yodo. El revestimiento no constituye un escudo de protección, ya que debe ser diseñado para absorber tan poca radiación como sea posible. Por esta razón, se usan materiales tales como el magnesio y el zirconio debido a su bajas secciones transversales para la captura de neutrones.

### Recipiente del reactor
El recipiente del reactor es la primera capa de protección alrededor del combustible nuclear y usualmente está diseñada para atrapar la mayor parte de la radiación liberada durante la reacción nuclear. El recipiente del reactor también está diseñado para resistir altas presiones.

### Contención primaria
El sistema de contención primaria usualmente consiste de una gran estructura de metal y hormigón (a menudo cilíndrica o en forma de bulbo) que contiene al recipiente del reactor. En la mayor parte de los reactores también contiene todos los sistemas contaminados por la radiación. El sistema de contención primario está diseñado para resistir fuertes presiones internas que resultan de una fuga o de la despresurización intencional del recipiente del reactor.

### Contención secundaria
Algunas centrales tienen un sistema de contención secundario que abarca al sistema primario. Esto es muy común en los BWR ya que la mayor parte de los sistemas de vapor, incluyendo la turbina, contienen materiales radiactivos.

### Captura del núcleo
En el caso de una fusión completa del núcleo, lo más probable es que el combustible finalice en el piso de hormigón del edificio de contención primario. El hormigón resiste bien el calor, así que una gruesa losa de hormigón como piso en el edificio de contención primario a menudo será suficiente protección contra el así llamado Síndrome de China. La central de Chernobyl no tenía un edificio de contención, pero el núcleo finalmente fue detenido por los cimientos de hormigón de la central. Debido a la preocupación de que el núcleo fundido pudiera abrirse paso a través del hormigón, se inventó un dispositivo de captura del núcleo que rápidamente se instaló bajo la central. Este dispositivo contiene una cantidad de metal que se derretiría, diluyendo el corio, de esa forma incrementando su conductividad térmica; luego la masa metálica diluida sería enfriada por agua circulando en el piso. Actualmente todas las nuevas centrales de diseño ruso están equipadas con capturadores de núcleo en la parte inferior del edificio de contención.

### Eventos no contenibles
Los eventos nucleares que ocurran fuera del edificio de contención primario no serán contenidos, como ocurriría con cualquier accidente que involucre a la piscina de combustible gastado.

## Ventilación y protección contra la radiación
En el caso de una fuga radiactiva, la mayor parte de las centrales tienen un sistema diseñado para eliminar la radiación del aire y reducir los efectos de esta sobre los empleados y el público. Este sistema consiste usualmente de lo siguiente:

### Ventilación de la estructura de contención
Este sistema está diseñado para eliminar la radiación y el vapor del edificio de contención primario en el caso de que se use el sistema de despresurización para vaciar el vapor en el interior del edificio de contención primario.

### Ventilación de la sala de control
Este sistema está diseñado para asegurar que los operadores que se necesitan para hacer funcionar la planta estén protegidos en el caso de una fuga de radiación. A menudo este sistema consta de filtros de carbón activo que eliminan los isótopos radiactivos del aire.

## Nota
- Esta obra contiene una traducción  derivada de «Nuclear reactor safety systems» de Wikipedia en inglés, concretamente de esta versión, publicada por sus editores bajo la Licencia de documentación libre de GNU y la Licencia Creative Commons Atribución-CompartirIgual 4.0 Internacional.

- Datos: Q521918